# Jacob Dahlgren

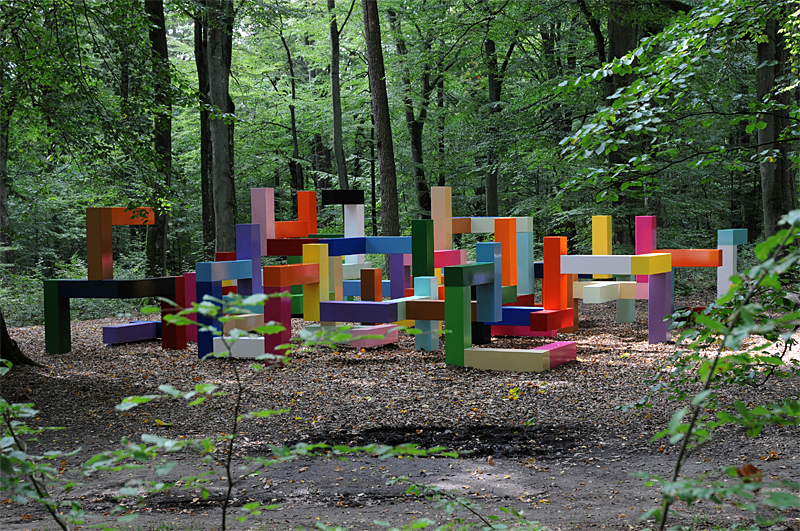
Jacob Dahlgrens Primary Structure i Wanås skulpturpark.

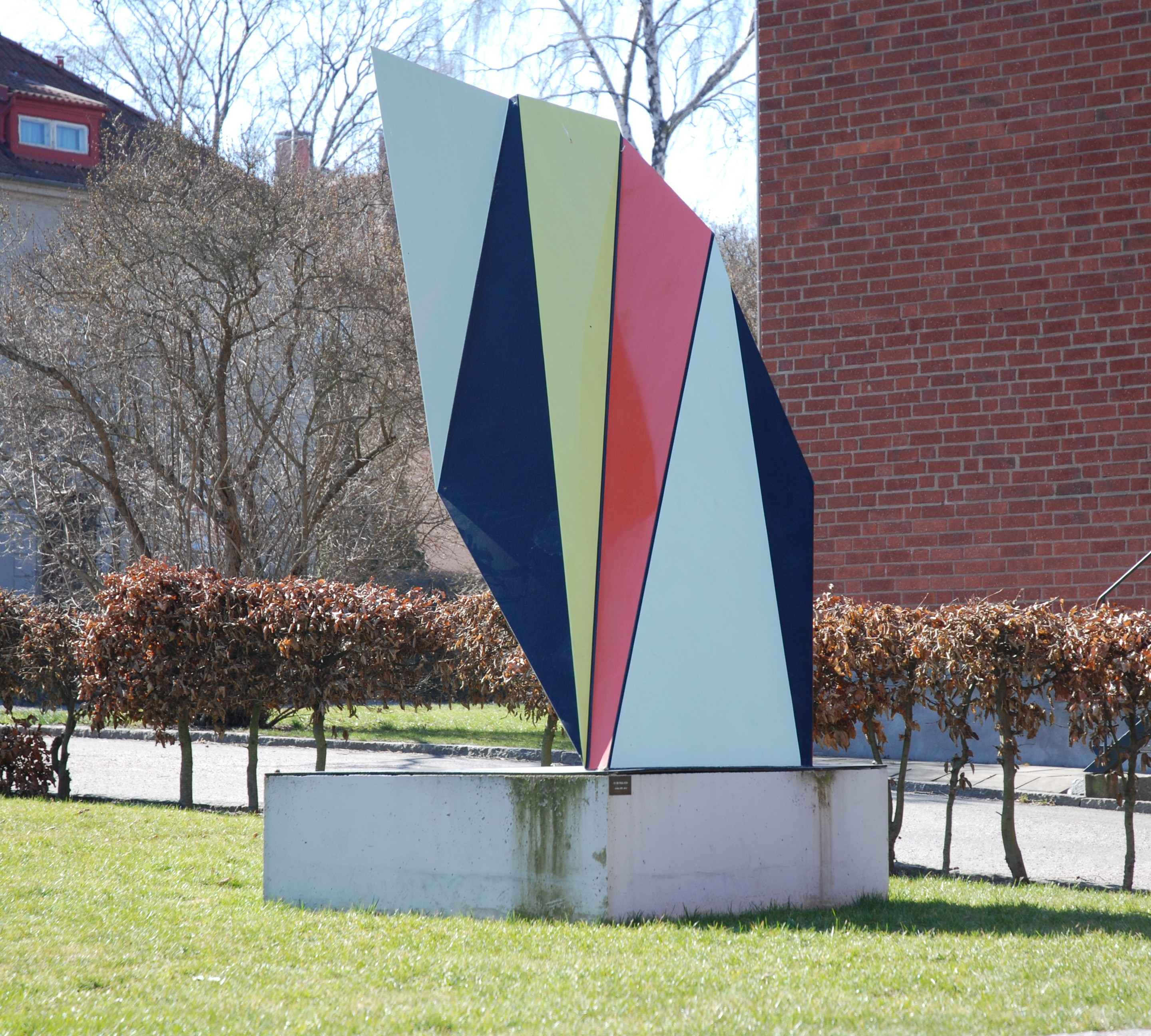
Jacob Dahlgrens Sollefteå 1977 i Norrköpings Konstmuseums skulpturpark.

Jacob Ivar Dahlgren, född 20 februari 1970 i Stockholm, är en svensk konstnär. 
Jacob Dahlgren är utbildad på Kungliga Konsthögskolan i Stockholm och på Grafikskolan i Stockholm. År 2007 representerade han Sverige i den nordiska paviljongen på Venedigbiennalen och 2002 nominerades han till det finska konstpriset Ars Fennica. 
Jacob Dahlgrens konst kännetecknas främst av användandet av starka färger, ofta i kombinerade i ränder, rutor och grafiska mönster. Han kallas för ”Den randiga konstnären” då en stor del av hans konst handlar om att hitta och skapa ränder. Han ser även sig själv som en levande utställning då han lovat att bära randiga t-shirtar varje dag resten av livet, något han hittills gjort i åtta år. Dahlgren skapar sina grafiska mönster med material såsom konservburkar, darttavlor, kaffemuggar, kakel, mattor, klädgalgar, badrumsvågar och isolering.
Dahlgrens konst har ställts ut på platser som Henry Art Gallery i Seattle, USA, på Turner Contemporary i Margate, England, på P.S.1 Contemporary Art Center/MoMA i New York, Chelsea Art Museum i New York och på Kiasma i Helsingfors. Dahlgren finns representerad vid bland annat Göteborgs konstmuseum i Göteborg och Kalmar konstmuseum. 

## Offentliga verk i urval
- Trafikskyltabstraktion i Ullevirondellen i Tornby, Linköping, spraymålade, till stor del riktningslösa, trafikskyltar utan text i en mängd färger, 2005
- Fasadmålning, 290 x 12 meter, 2008, på Huset Terra på Campus Valla i Linköping . Färgerna kan på nära håll verka kontrastera mot varandra men skapar på avstånd ett spektrum som går från blågröna färger via rosagula tillbaka till blågröna igen
- Forward, backward, right, left, installation av lackerade prefabricerade aluminiumprofiler, 2011, i taket på trapphallen i Skanstullshallen på Södermalm i Stockholm Verket, på uppdrag från Stockholm Konst. Det tar utgångspunkt i linjemarkeringarna på idrottshallens golv
- Tetris, installation bestående av sex skulpturer i materialet corian, Domstolsbyggnaden i Jönköping
- Vägabstraktion, 2011, vid Lögdeälven, 23 kilometer väster om Bjurholm, del av Konstvägen sju älvar
- Early One Morning, Eternity Sculpture i Helsingfors (Finland). Rosa slingor.
- Many colored objects placed side by side, Balderhallen, Skellefteå (2016)